# Rick Allen

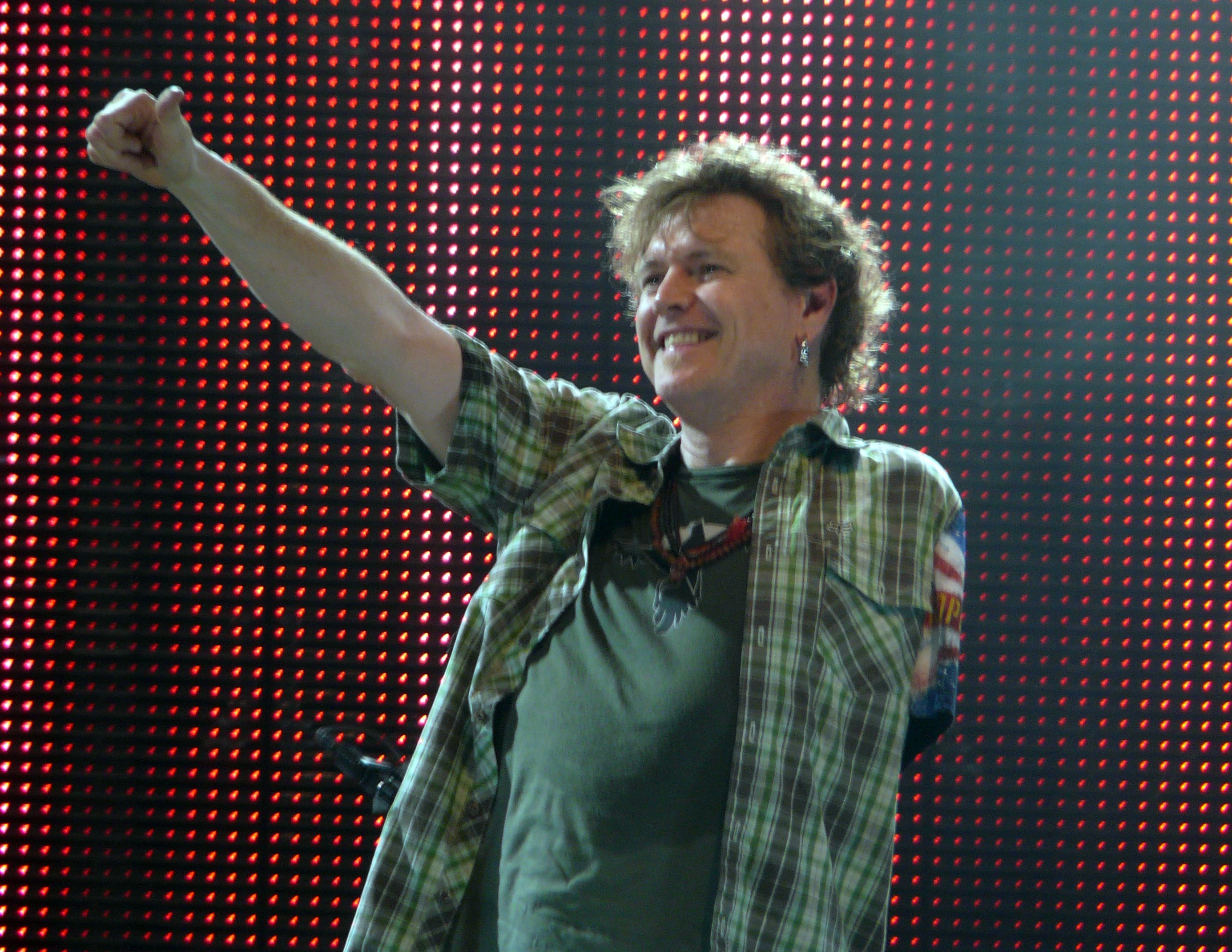

Richard John Cyril "Rick" Allen (n. 1 noiembrie 1963, Dronfield, Derbyshire, Anglia) este bateristul trupei de hard rock Def Leppard. Este faimos pentru modul în care s-a perfecționat în a cânta cu o singură mână, după ce a suferit un accident grav de mașină, unde și-a pierdut în totalitate brațul stâng.

## Copilărie
A început să ia lecții de la zece ani, și după primele șase luni, a început să cânte cu prima lui trupă, Smokey Blue.